# Zingiber neotruncatum
Zingiber neotruncatum là một loài thực vật có hoa trong họ Gừng. Loài này được Tong Shao Quan (童绍全, Đồng Thiệu Toàn) mô tả khoa học đầu tiên năm 1987 dưới danh pháp Zingiber truncatum. Tuy nhiên, danh pháp này là không hợp lệ do nó đã được Jonathan S. Stokes sử dụng từ năm 1812, (WCSP và POWO hiện nay coi nó là đồng nghĩa của Zingiber zerumbet subsp. zerumbet). Năm 2000, Wu Te Lin (吴德邻, Ngô Đức Lân), Kai Larsen và Nicholas J. Turland định danh lại cho loài của Tong là Zingiber neotruncatum.
Tên gọi trong tiếng Trung là 截形姜 (tiệt hình khương), nghĩa đen là gừng hình cắt cụt.

## Mẫu định danh
Mẫu định danh: Tong S.Q. & Liu S. 24935; thu thập ngày 12 tháng 8 năm 1984, cao độ 810 m, tọa độ 21°58′59″B 100°49′1″Đ / 21,98306°B 100,81694°Đ, rừng ẩm ướt, Cảnh Hồng, Vân Nam. Mẫu holotype lưu giữ tại Viện Thực vật học Nhiệt đới Vân Nam (YNTBI) - tức Vườn Thực vật Nhiệt đới Tây Song Bản Nạp (HITBC), mẫu isotype lưu giữ tại Viện Thực vật học Côn Minh (KUN).
Zingiberaceae Resource Centre coi Zingiber phumiangense Chaveer. & Mokkamul, 2007 là đồng nghĩa với Z. neotruncatum nên mẫu định danh của loài này cũng được gộp dưới tên gọi Z. neotruncatum.

## Phân bố
Loài này là bản địa khu vực miền nam Trung Quốc (tây nam tỉnh Vân Nam), Ấn Độ (bang Arunachal Pradesh), Lào, Thái Lan và Việt Nam (tỉnh Kon Tum); tuy nhiên theo Nguyễn Danh Hùng et al. (2021) thì loài này được ghi nhận như loài mới cho Hệ thực vật Việt Nam theo mẫu thu thập tại tỉnh Nghệ An. Môi trường sống là rừng thường xanh từ vùng đất thấp tới miền núi, ở cao độ 10-1.200 m.

## Phân loại
Z. neotruncatum thuộc tổ Zingiber.

## Mô tả
Cây thảo nhiều năm, thẳng đứng. Thân rễ ngầm dưới đất, bò lan, mùi thơm dễ chịu, nhánh chính dày 1,5–2 cm, ruột vàng, nhiều rễ bên. Chồi lá một năm, cao 0,7-1,8 m; gốc có bẹ không phiến lá, nhiều lông, bẹ sát gốc màu đỏ ánh tía, bẹ phía trên màu xanh lục ánh đỏ với mép màu đỏ. Thân giả cao 0,7-1,5 m, đường kính 0,5–1 cm; được che phủ bằng các bẹ lá hình trụ khép kín. Bẹ lá màu ánh lục tới đỏ ánh tía, có sọc dọc, có lông tơ. Lưỡi bẹ dài 0,3-1,2 cm, rộng 1,6–2 cm, rậm lông tơ màu trắng, dạng màng, đỉnh cắt cụt tới 2 thùy. Lá 10-35, không cuống, mọc cách nhau 4–11 cm; phiến lá thẳng-hình mác hẹp, 30-45 × 3,5–6 cm; mặt gần trục màu xanh lục tới xanh lục sẫm, nhẵn nhụi ngoại trừ rậm lông tơ màu trắng ở đáy gân giữa; mặt xa trục màu ánh lục có lông tơ màu trắng đặc biệt dọc theo gân giữa; đỉnh nhọn thon hoặc hình đuôi; đáy hình nêm tới hình trứng ngược, gối 3-4 × 3 mm mập màu đỏ. Cụm hoa 1-3, mọc từ thân rễ. Cuống cụm hoa thẳng đứng, (3-)6–13 cm, tổng thể ở trên mặt đất, có lá bắc vô sinh dạng vảy bao bọc; lá bắc vô sinh 3,8-4,1 × 2-2,3 cm, hình mác nhọn đỉnh, màu từ lục ánh xám tới đỏ tía nhạt, mép dạng màng, mặt ngoài rậm lông tơ trắng. Cành hoa bông thóc thuôn dài-hình trứng hoặc hình elip hẹp, (6-)10-13 × 3-3,5 cm, khi non màu xanh lục, khi già màu hồng tới đỏ; lá bắc khi non màu xanh lục  ánh trắng (cá lá bắc bên trong màu trắng ánh xanh lục) khi già màu hồng tới đỏ, hình trứng hoặc hình trứng rộng, 3-4 × 2,5-3,5 cm, rậm lông tơ màu trắng, viền mép trong như thủy tinh; lá bắc con hình trứng-hình trứng ngược, màu trắng với đỉnh màu đỏ trong mờ, 2,7-3,5 × 1,9-2,2 cm, nhẵn nhụi hoặc mép có lông mịn, dạng màng, chẻ một bên tới đáy. Hoa màu trắng kem tới vàng, dài 7-7,5 cm, 1-2 hoa nở cùng một lúc. Đài hoa hình ống, dài 1,5-2,5 cm, nhẵn nhụi, đỉnh từ cắt cụt tới 2 răng hoặc 2 thùy nông, dạng màng như thủy tinh. Tràng hoa thanh mảnh, hình ống trụ. Ống tràng hoa dài 4,3–5 cm, màu trắng tới vàng cam nhạt ở đáy, đỉnh màu hơi ánh vàng tới vàng cam sẫm, bên trong có lông tơ; các thùy dài gần bằng nhau, hơi có lông tơ, hình thuyền, màu vàng-da cam sáng về phía đỉnh, đỉnh có mỏ; thùy tràng lưng hình mác hẹp, 2,5-3 × 1-1,5 cm; các thùy tràng bên rộng 7–8 mm. Cánh môi hình trứng tới hình trứng ngược, đỉnh cắt cụt hơi có khía chữ V, mép uốn ngược, 3-3,5 × ~2,5 cm, màu da cam ở giữa, đốm màu vàng ở biên, màu vàng-da cam ở đỉnh; thùy giữa giống lưỡi bẹ, đỉnh khía răng cưa; các thùy bên (nhị lép bên) không dễ thấy, hình trứng ngược, ~3 mm, màu trắng, không lông, đầu tròn thấp, có khía nông. Nhị dài 2 cm, chỉ nhị từ không có tới 1–2 mm, màu trắng. Bao phấn gần như không cuống, màu vàng nhạt tới da cam sáng; mô vỏ 1,2-1,5 × 0,4 cm, màu trắng, không lông, hình trụ cong vào trong; phần phụ kết nối (mào) dài 5–13 mm, hình trụ, có nắp dài ~1 mm. Bầu nhụy màu từ trắng kem tới ánh xanh lục, thưa lông tơ màu trắng, hình trụ ngắn tới hình thùng, 0,5 × 0,4 cm, 3 ngăn, nhiều noãn xếp thành 2 dãy, đính trụ; vòi nhụy thẳng, dài, hình chỉ; đầu nhụy màu trắng kem, có lông rung; các tuyến trên bầu thẳng, dài ~ 4 mm. Tuyến trên bầu 2, dài ~0,5 cm, màu trắng kem. Quả nang hình trứng, 3 cạnh khó thấy, màu hơi vàng-da cam. Hạt nhiều, hình trứng, 4-5 × 3-3,5 mm, màu đen tới đỏ, bóng, nhẵn; áo hạt màu trắng, dài 6-6,5 mm, xé rách thành 8-12 thùy ở đầu. Ra hoa tháng 4-12, tạo quả tháng 5- tháng 3 năm sau.
Z. neotruncatum có đặc điểm hình thái giống với Z. zerumbet – loài phân bố rộng từ Ấn Độ đến Thái Lan, Trung Quốc, Campuchia, Lào và Việt Nam. Tuy nhiên, lưỡi bẹ dài 0,3-1,2 cm, thùy giữa cánh môi dạng lưỡi bẹ và các thùy bên cánh môi không rõ/rất ngắn (~3 mm) của Z. neotruncatum là các đặc điểm khác biệt so với Z. zerumbet với lưỡi bẹ dài hơn (1,5–2 cm), thùy giữa cánh môi hình tròn hay hình trứng ngược, các thùy bên hình trứng, dài khoảng 1 cm và chẻ đến đáy.
Z. neotruncatum cũng giống với Z. phumiangense ở Thái Lan (lá bắc xanh với mép trong mờ, bao  phấn đính đáy và bầu nhụy nhẵn nhụi) nhưng phân biệt với loài sau ở chỗ có lá hình mác hẹp, ống đài trong và đỉnh cắt cụt, thùy tràng bên không rõ, bao phấn gần như không cuống, thò ra ngoài cánh môi.